# إيذاء مشاعر الشعب الصيني
«إيذاء مشاعر الشعب الصيني» (بالصينية المبسطة: 伤害中国人民的感情) هو شعار سياسي تستخدمه وزارة الخارجية لجمهورية الصين الشعبية، بالإضافة إلى المؤسسات الإعلامية الحكومية الصينية مثل صحيفة الشعب اليومية  ، الصين يوميا  ، وكالة أنباء شينخوا  وغلوبال تايمز  ، للتعبير عن عدم الرضا أو الإدانة ضد كلمات أو أفعال أو سياسات شخص أو منظمة أو حكومة يُنظر إليها على أنها ذات طبيعة عدائية تجاه الصين، من خلال تبني موقف توسل بالأكثرية ضد الهدف المدان. تشمل الأشكال البديلة للشعار «إيذاء مشاعر 1.3 مليار شخص» (伤害13亿人民感情)   و «إيذاء مشاعر العرق الصيني» (伤害中华民族的感情). 

## الأصل
ظهرت العبارة لأول مرة في عام 1959 في صحيفة الشعب اليومية، حيث تم استخدامها لانتقاد الهند بعد نزاع حدودي. في العقود التي تلت ذلك، تم استخدام العبارة بانتظام للتعبير عن استياء الحكومة الصينية من خلال مختلف قنوات الاتصال الرسمية. تتراوح الأهداف المتهمة بـ «إيذاء مشاعر الشعب الصيني» من الحكومات الوطنية والمنظمات الدولية،  إلى شركات مثل شركات صناعة السيارات  والمشاهير.

## تحليل

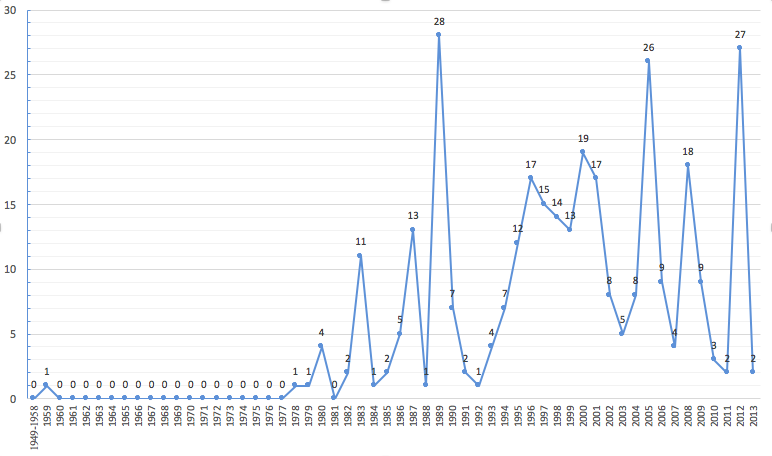
تكرار عبارة "جرح مشاعر الشعب الصيني" في مقالات صحيفة الشعب اليومية كل عام.

اختارت دراسة أجراها ديفيد باندورسكي كجزء من مشروع الإعلام الصيني في جامعة هونغ كونغ 143 عينة نصية من مقتطفات من صحيفة الشعب اليومية المنشورة بين عامي 1959 و 2015 ؛ من هذه العينة، اتهمت اليابان بشكل متكرر بـ «إيذاء مشاعر الشعب الصيني» بـ 51 مرة، بينما احتلت الولايات المتحدة المرتبة الثانية بـ 35 مرة. من حيث القضايا المحددة التي أثارت الإدانة من خلال العبارة الرئيسية، 28 كانت متعلقة بـ الوضع السياسي في تايوان، في حين أن جدل التبت حول السيادة أثار الإدانة بالعبارة 12 مرة. 
استخدمت مقالة في مجلة ديسمبر 2008 تايم استطلاعًا إحصائيًا غير رسمي لتحليل حدوث العبارة في منشورات الشعب اليومية، مشيرةً إلى أنه خلال الفترة ما بين 1946 و 2006 كان هناك أكثر من مائة مقال وجهت اتهامات ضد الهدف الذي «أضر بمشاعر الشعب الصيني». نشرت جلوبال تايمز تحليلاً في يونيو 2015 خلص إلى أن هناك 237 مقالة نشرتها صحيفة الشعب اليومية بين 15 مايو 1946 و 1 مايو 2015 مما جعل اتهامات بإيذاء المشاعر ضد 29 دولة مختلفة؛ ومن بين هؤلاء، 9 استهدفت الهند، و 16 مستهدفة فرنسا، و 62 استهدفت الولايات المتحدة، و 96 استهدفت اليابان.
وجد وانغ هونغ لون، الباحث المشارك في معهد علم الاجتماع في الأكاديمية الصينية في تايوان، أن هناك 319 حالة «جرح مشاعر الشعب الصيني» في صحيفة الشعب اليومية من عام 1949 إلى عام 2013، بناءً على البيانات التي تم الحصول عليها من قاعدة الشعبية اليومية.

## أحداث تاريخية

### الولايات المتحدة الأمريكية
اتهم المتحدثون باسم وزارة الخارجية الصينية ووزراء الخارجية الرؤساء بيل كلينتون  وج دبليو بوش  وباراك أوباما  جميعًا بـ «إيذاء مشاعر الشعب الصيني» فيما يتعلق باجتماعاتهم مع تينزن غياتسو.

### الفاتيكان
في الأول من تشرين الأول (أكتوبر) 2000، أعلن البابا يوحنا بولس الثاني قداسة 120 مبشرًا وأتباعًا ماتوا في الصين خلال حقبة سلالة تشينغ الحاكمة وجمهورية الصين؛ وردا على ذلك، أعربت صحيفة الشعب اليومية عن أن هذه الخطوة «أضرت بشدة بمشاعر العرق الصيني وهي استفزاز خطير لـ 1.2 مليار شخص في الصين». أصدرت وزارة الخارجية الصينية بيانا ذكرت فيه أن الفاتيكان «يضر بشكل خطير بمشاعر الشعب الصيني وكرامة الأمة الصينية».

### أوروبا
في عام 2000، منحت الأكاديمية السويدية جائزة نوبل في الأدب إلى جاو كسينجيان؛ وكتبت صحيفة الشعب اليومية أن «الإجراءات الرجعية» قد «أضرت بشدة بمشاعر العرق الصيني، وهي استفزاز خطير لـ 1.2 مليار شخص في الصين».
في 23 أكتوبر 2008، منح البرلمان الأوروبي جائزة سخاروف لحرية الفكر لعام 2008 للناشط الاجتماعي هو جيا. قبل الإعلان، مارست الصين ضغوطًا شديدة على البرلمان الأوروبي لمنع هو جيا من الفوز بالجائزة، حيث كتب السفير الصيني لدى الاتحاد الأوروبي سونغ زي رسالة تحذير إلى رئيس البرلمان تفيد بأنه يجب أن يتلقى هو جيا جائزة، ستضر بشكل خطير العلاقات الصينية الأوروبية و «تؤذي مشاعر الشعب الصيني».

### المكسيك
في 9 سبتمبر 2011 التقى الرئيس المكسيكي فيليبي كالديرون بالدالاي لاما الرابع عشر. في اليوم العاشر، أدلى المتحدث باسم وزارة الخارجية الصينية ما تشاو تشو ببيان رسمي قال فيه إن الصين أعربت عن استيائها الشديد ومعارضتها الحازمة للاجتماع، وأن الاجتماع «يضر بمشاعر الشعب الصيني».

### اليابان
في 15 سبتمبر 2012، بعد تأميم الحكومة اليابانية للسيطرة على ثلاث من الجزر المملوكة ملكية خاصة داخل جزر سينكاكو، ذكرت وكالة أنباء شينخوا أن هذه الخطوة «أضرت بمشاعر 1.3 مليار صيني».

### هونج كونج
في 3 آب (أغسطس) 2019، أثناء احتجاجات هونغ كونغ 2019-20 ، قام متظاهر مجهول بخفض العلم الوطني للصين في تسيم شا تسوي وألقاه في البحر؛  مكتب شؤون هونغ كونغ وماكاو أصدر بيانًا يدين «المتطرفين راديكالي الذين انتهكوا بشكل خطير قانون العلم الوطني لجمهورية الصين الشعبية... يسيئون بشكل صارخ إلى كرامة الدولة والأمة، ويدوسون بشكل تعسفي على أساس بلد واحد نظامان مختلفان المبدأ، ويضر بشكل كبير بمشاعر جميع الصينيين».

### أستراليا
في 26 أغسطس 2020، أعرب نائب سفير الصين لدى أستراليا، وانغ شينينغ، عن أن اقتراح أستراليا المشترك لإجراء تحقيق مستقل في أسباب جائحة فيروس كورونا 2019-20 «يضر بمشاعر الشعب الصيني» خلال خطابه. إلى نادي الصحافة الوطني في أستراليا.

## الحواشي
1. ↑   العدد الدقيق المذكور يتراوح بين 1.2 مليار شخص [9][10] و 1.4 مليار شخص. [2]